# Парламентские выборы в Великобритании (1832)
Парламентские выборы в Великобритании 1832 года прошли с 8 декабря 1832 года по 8 января 1833 года и стали десятыми парламентскими выборами в истории Соединённого королевства Великобритании и Ирландии после Актов об унии 1800 года. В ходе выборов были избраны 658 членов Палаты общин, нижней палаты парламента Соединённого Королевства. Выборы 1832 года стали первыми после принятия Акта о народном представительстве 1832 года.
После принятия Закона о реформе 1832 года и соответствующего законодательства по реформированию избирательной системы и перераспределению избирательных округов десятый парламент Соединённого Королевства был распущен 3 декабря 1832 года. Новый парламент был созван на своё первое заседание 29 января 1833 года с максимальным сроком полномочий семь лет с этой даты. Максимальный срок мог быть и обычно сокращался, когда монарх распускал парламент до истечения его срока.
В 1833 году в Великобритании насчитывалось 813 000 человек, имеющих право голоса (при общем населении в 24 000 000, таким образом право голоса имели 7 % взрослого населения страны, причём исключительно мужчины).

## Политическая ситуация
Лидер вигов граф Грей стал премьер-министром 22 ноября 1830 года после отставки герцога Веллингтона из партии тори. Кабинет Грея стал первым преимущественно вигским правительством со времён Министерства всех талантов в 1806—1807 годах.
Помимо самих вигов, Грея поддерживали радикалы и другие союзные политики. Виги и их союзники постепенно стали называться либералами, но на момент выборов 1832 года официальной Либеральной партии ещё не было, поэтому все политики, поддерживающие кабинет Грея, именуются вигами.
Лидером Палаты общин с 1830 года был виконт Элторп, наследник графа Спенсера, видного деятеля вигов, входившего в кабинеты Питта-младшего, Чарльза Джеймса Фокса и лорда Гренвиля. Также виконт Элторп занимал пост канцлера казначейства.
Герцог Веллингтон, лидер тори и последний премьер-министр-тори на момент выборов 1832 года, после ухода с государственной должности продолжал возглавлять тори в Палате лордов и был общим лидером оппозиции. Лидером оппозиции в Палате общин был тори Роберт Пиль.
Политик, адвокат и литератор Джон Уилсон Крокер, член парламента в 1817—1832 годах от тори, одним из первых стал использовать термин «консерватор» ещё в 1830 году, но на момент выборов 1832 года тори ещё не стали широко известны как Консервативная партия. Окончательно название консерваторов закрепилось за тори после официального создания Либеральной партии.
Ирландский политик-католик Даниел О’Коннелл продолжал свою кампанию за отзыв Унии Великобритании и Ирландии. С этой целью он основал в Ирландии Ассоциацию отзыва (рипилеры), которая выдвинула кандидатов, независимых от двух основных партий.

## Даты выборов
В тот период в Великобритании не было единого дня выборов. Получив королевский приказ о назначении выборов, местное должностное лицо, ответственное за их проведение, устанавливало график голосования для конкретного избирательного округа или округов, которые входили в сферу его ответственности. Голосование в округах могло продолжаться в течение многих дней, пока депутат не будет избран.
Парламентские выборы 1832 года проходили месяц с 8 декабря 1832 года по 8 января 1833 года. Первое выдвижение кандидатур состоялось 8 декабря, первое голосование — 10 декабря 1832 года, а последнее — 8 января 1833 года. Обычно голосование в университетских округах и на Оркнейских и Шетландских островах проводилось примерно через неделю после других выборов. Не принимая во внимание выборов в университетах, на Оркнейских и Шетландских островах последнее голосование опрос состоялось 1 января 1833 года.

## Результаты
|        |          |                   |           |         |        |         |       |         |
| Партия | Партия   | Лидер             | Кандидаты | Голоса  | Голоса | Голоса  | Места | Места   |
| Партия | Партия   | Лидер             | Кандидаты | Голоса  | %      | ± п. п. | Места | ± п. п. |
|        | Виги     | Граф Грей         | 636       | 554 719 | 67,0   | ▼ 3,7   | 441   | ▲ 71    |
|        | Тори     | Герцог Веллингтон | 350       | 241 284 | 29,2   | ▼ 7,5   | 175   | ▼ 60    |
|        | Рипилеры | Дэниэл О’Коннелл  | 51        | 31 773  | 3,9    | новая   | 42    | ▲ 42    |

### Результаты выборов по регионам
| Партия | Партия   | Великобритания | Великобритания | Великобритания | Англия  | Англия | Англия | Шотландия | Шотландия | Шотландия | Уэльс  | Уэльс | Уэльс | Ирландия | Ирландия | Ирландия | Университеты | Университеты | Университеты |
| Партия | Партия   | Голоса         | %              | Места          | Голоса  | %      | Места  | Голоса    | %         | Места     | Голоса | %     | Места | Голоса   | %        | Места    | Голоса       | %            | Места        |
| ------ | -------- | -------------- | -------------- | -------------- | ------- | ------ | ------ | --------- | --------- | --------- | ------ | ----- | ----- | -------- | -------- | -------- | ------------ | ------------ | ------------ |
|        | Виги     | 525 706        | 71,1           | 408            | 474 542 | 70,8   | 347    | 44 003    | 79,0      | 43        | 6 348  | 46,6  | 18    | 29 013   | 33,3     | 33       | 813          | 23,8         | 0            |
|        | Тори     | 213 254        | 28,9           | 147            | 193 442 | 29,2   | 117    | 9 752     | 21,0      | 10        | 7 466  | 53,4  | 14    | 28 030   | 32,1     | 28       | 2 594        | 76,2         | 6            |
|        | Рипилеры | —              | —              | —              | —       | —      | —      | —         | —         | —         | —      | —     | —     | 31 773   | 34,6     | 42       | —            | —            | —            |
|        | Всего    | 738 960        | 100            | 555            | 667 984 | 100    | 464    | 53 755    | 100       | 53        | 13 814 | 100   | 32    | 88 816   | 100      | 103      | 3 407        | 100          | 6            |

### Комментарии
1. ↑  Включая 109 депутатов, избранных безальтернативно.
2. ↑  Включая 66 депутатов, избранных безальтернативно.
3. ↑  Включая 14 депутатов, избранных безальтернативно.
4. 1 2 3  Голосование состоялось в 469 округах из 658. В остальных 189 округах голосования не проводилось из-за отсутствия альтернативных кандидатов.